# Charlene Ren
Charlene Ren (Pequim, ?), também conhecida como Xiaoyuan Ren, é uma engenheira ambiental e empreendedora social chinesa. Ela é a fundadora da MyH2O, uma plataforma de informação que utiliza dados para monitorar a qualidade da água e melhorar o acesso a recursos de água potável para comunidades rurais na China.

## Infância e educação
Charlene Ren, nascida Xiaoyuan Ren, nasceu e cresceu em Pequim, capital da China. Seus pais foram os primeiros da família a frequentar a faculdade.
Ainda estudante do ensino médio, ela se interessou por questões ambientais e se juntou a um capítulo local da Roots and Shoots, a organização internacional de jovens fundada por Jane Goodall. Seus avós vivem fora da capital e suas experiências com a qualidade duvidosa da água influenciaram o seu futuro campo de estudo.
Charlene recebeu um diploma de bacharel em Física pelo Vassar College, nos Estados Unidos, e dois mestrados em Engenharia Ambiental e Política Tecnológica pelo Massachusetts Institute of Technology, também nos Estados Unidos. Como parte de seu trabalho de pós-graduação, Charlene Ren estudou sistemas de monitoramento de água rural na Índia. Esta exploração desenvolveu-se no projeto em andamento "Dados para Governança Melhorada" do MIT/Índia.

## Carreira
Charlene Ren escreveu pela primeira vez um plano de negócios para a empresa que se tornaria MyH2O em 2014, durante seus estudos de pós-graduação no MIT, com orientação do engenheiro John H. Lienard V. Ela se inspirou na robusta rede de bancos de dados de qualidade da água e saneamento que observou na Índia enquanto concluía seu mestrado. Ela lançou a plataforma em 2015, com o objetivo de utilizar sistemas semelhantes de recolha de dados para combater uma crise de má qualidade da água nas zonas rurais da China.
Existem dezenas de milhões de pessoas na China que não têm acesso a água potável limpa e confiável. A poluição causada pelo escoamento industrial e agrícola é um problema significativo nas áreas rurais. Charlene fundou a MyH2O com base no entendimento crucial de que, se a poluição ambiental quiser ser remediada, ela deve primeiro se tornar visível.
A plataforma MyH2O recolhe dados sobre a qualidade da água rural e o saneamento através de uma rede de jovens voluntários. Os dados recolhidos são partilhados com os decisores políticos e depois utilizados para o fornecimento de recursos de água potável às comunidades rurais. Os dados são disponibilizados a voluntários e residentes através de um aplicativo móvel dedicado, que também fornece recursos e orientações sobre a purificação de água contaminada. A rede MyH2O cobre 1.000 aldeias localizadas em 26 províncias.
Charlene Ren enfatiza que, além da utilidade dos dados concretos recolhidos, o MyH2O também tem o efeito positivo de capacitar os residentes das aldeias rurais para levantarem as suas vozes e tomarem medidas para melhorar as suas próprias circunstâncias, ligando-os numa rede de base de cidadãos-cientistas.

## Ativismo
Charlene Ren é membro da Rede de Ação Climática da Juventude da China. Ela trabalhou como organizadora da Cúpula Internacional da Juventude sobre Energia e Mudanças Climáticas. Charlene representou a China durante um dos eventos de liderança do Homeward Bound para mulheres cientistas, juntando-se ao grupo para uma viagem à Antártida. Ela foi nomeada Echoing Green Fellow em 2016.

## Prêmios e honras
Em 2019, ela apareceu na lista "30 Under 30" da Forbes na categoria Empreendedorismo Social e na lista BBC 100 Women de mulheres mais inspiradoras e influentes de todo o mundo. Ela foi homenageada como uma dos Jovens Campeões da Terra de 2020 do Programa das Nações Unidas para o Meio Ambiente, um prêmio que vem com financiamento e orientação de projetos.

## Vida pessoal
Charlene Ren se descreve como uma "vegetariana orgulhosa" e defensora das causas feministas.